# Nicco
 (août 2024).
Nicco, de son vrai nom Nick Constantine Maniatty, est un auteur-compositeur-interprète et producteur de musique américain, spécialisé dans le reggae, né à Greenfield (États-Unis).  Il est la voix principale du duo de DJ Darius & Finlay.

## Biographie
Avec une voix et un son distinctif, Nicco, un auteur-compositeur-interprète et producteur de musique, a fait un grand bond en avant dans la scène musicale. Il est sous l'influence du reggae depuis l'âge de dix ans alors qu’il vivait encore à St John aux États-Unis. 
Dans les dix ans qui ont suivi, Nicco a fusionné ses influences musicales avec ses chants doux. Découvert par Myspace en 2005, les chants de Nicco ont été ajoutés à la scène électro et dance européenne. Ce nouveau prodige a su conquérir son auditoire grâce à sa voix. Nicco a continué en avant avec des chansons comme Rock To The Beat et Do It All Night en featuring avec le duo Darius & Finlay, ainsi que Dance-Hall Track avec Robert M. Ce duo avec Robert M a reçu un Gold Record 2010 en Pologne. Darius & Finlay ainsi que Nicco ont également reçu un FaMa award en 2010 en Pologne pour la chanson la plus jouée de l’année 2009 pour le hit Destination. 
Début 2010, le nouveau son de Nicco en featuring avec Darius & Finlay intitulé Hold On sort. Till Morning, le prochain son de Nicco et Darius & Finlay est prévu pour février 2011. En attendant, Nicco continue à voyager en Europe, exécutant des live avec talent et beaucoup d’énergie. Aujourd'hui, Nicco continue à prendre de l’assurance avec sa carrière solo. De l'Europe aux États-Unis, il évolue parfaitement dans un mélange réussi de reggae, dancehall et électro. 
En 2011, Nicco sort son premier single solo, Downpour qui, pour l'occasion, a le droit à un clip. En 2012, il rencontre Manuel Reuteur et Yann Peifer (producteurs entre autres de R.I.O. et Cascada). De cette rencontre naît Party Shaker qui fait une belle performance en Europe, notamment en France, en Suisse et en Allemagne. Nicco sort deux singles pour l'été 2013 : Tonight avec Manian de R.I.O. et son deuxième single solo Into The Light.

## Discographie
- 2008 : Can’t Slow Down (feat Robert M)
- 2008 : Straight Dancing (feat Tom Snare)
- 2008 : Destination (feat Leonid Rudenko)
- 2008 : Put Ur Hands Up (feat Wet Fingers)
- 2009 : Do It All Night (feat Darius & Finlay)
- 2009 : Destination (feat Darius & Finlay)
- 2009 : Hold Tight (feat Chris Decay)
- 2009 : Don’t Stop
- 2009 : Buss It Up
- 2009 : Stay With Me (feat Max Farenthide)
- 2009 : On & On (feat Max Farenthide)
- 2009 : Hey Mr. DJ (feat Max Farenthide)
- 2009 : Number One  (feat Disco Superstars)
- 2009 : Jukebox (feat Wawa)
- 2009 : When We Dance (feat DJ Pedro & Stephan M)
- 2010 : Jump (feat Kuba)
- 2010 : Next 2 Me
- 2010 : Dance-Hall Track (feat Robert M)
- 2010 : Dance-Hall Track (feat Tom Mountain)
- 2010 : Rock To The Beat (feat Darius & Finlay)
- 2010 : Hold On (feat Darius & Finlay)
- 2010 : Alors On Danse remix (feat Stromae)
- 2010 : Till Morning (feat Darius & Finlay)
- 2010 : Run It Back 2011 (feat MoveTown)
- 2011 : Downpour
- 2012 : Party Shaker (feat R.I.O.)
- 2012 : Get Up (feat Darius & Finlay)
- 2013 : Tonight (feat Manian)
- 2013 : Into The Light (feat Dank)

### Remixes
- Robert M feat Nicco - Can’t Slow Down (remix by Bastian Bates feat Nicco) (2009)
- Darius & Finlay feat Nicco - Destination (remix by Michael Mind) (2009)
- Darius & Finlay feat Nicco - Do It All Night (remix by Michael Mind) (2009)
- Max Farenthide feat Nicco - On & On (remix by Peppermint) (2009)
- Kuba feat Nicco - Jump (LK (Laurent Konrad) feat Nicco) (2010)